# Rheinberg
Rheinberg – miasto w Niemczech, w kraju związkowym Nadrenia Północna-Westfalia, w rejencji Düsseldorf, w powiecie Wesel. W 2010 roku liczyło 31 587 mieszkańców.

## Współpraca
Miejscowości partnerskie:
- Hohenstein-Ernstthal, Saksonia
- Montreuil, Francja